# Venaus
Venaus é uma comuna italiana da região do Piemonte, província de Turim, com cerca de 976 habitantes. Estende-se por uma área de 19,8 km², tendo uma densidade populacional de 49,2 hab/km². Faz fronteira com Bramans (FR-73), Giaglione, Lanslebourg-Mont-Cenis (FR-73), Mompantero, Moncenisio, Novalesa.
Era conhecida como Venáusio (em latim: Venausium) durante o período romano.

## Demografia
| Variação demográfica do município entre 1861 e 2011                               |
|                                                                                   |
| Fonte: Istituto Nazionale di Statistica (ISTAT) - Elaboração gráfica da Wikipedia |